# Theodor Sack
Johan Christian Theodor Sack, född 25 april 1818 i Hamburg, död 20 december 1897 i Wien, var en tysk-svensk musiker. 

## Biografi
Theodor Sack anställdes den 1 juli 1844 som cellist vid Kungliga hovkapellet i Stockholm och slutade den 1 juli 1853. Sack verkade sedan som grosshandlare i Stockholm. Han invaldes 1848 som ledamot av Kungliga Musikaliska Akademien. Sack avled 1897 i Wien.
Theodor Sack gifte sig 29 oktober 1850 med Hedda Berwald.